# Zweihornchamäleon
Das Zweihornchamäleon (Kinyongia tavetana, Syn.: Bradypodion tavetanum) wird mit anderen Arten und deren Unterarten zu einer Gruppe von Chamäleons gezählt, deren Männchen zwei Hörner tragen. Da diese deshalb ebenfalls als „Zweihornchamäleon“ bezeichnet werden können, etwa wie Kinyongia fischeri welches im Englischen „Usambara Two-horned Chameleon“ genannt wird, kann nur die Verwendung des wissenschaftlichen Namens Kinyongia tavetana Verwechslungen vermeiden.

## Gruppe der Zweihornchamäleons
Zur Gruppe der Zweihornchamäleons, die als „Formenkreis des Kinyongia fischeri“ bezeichnet wird gehören folgende Kinyongia-Arten:
- K. fischeri (Reichenow, 1887)
- K. matschiei (Werner, 1895)
- K. vosseleri (Nieden, 1913)
- K. multituberculata (Nieden, 1913)
- K. uluguruensis (Loverbridge, 1957)
- K. excubitor (Barbour, 1922)
- K. tavetana (Steindachner, 1891)
- K. boehmei (Lutzmann & Necas, 2002)

## Lebensraum

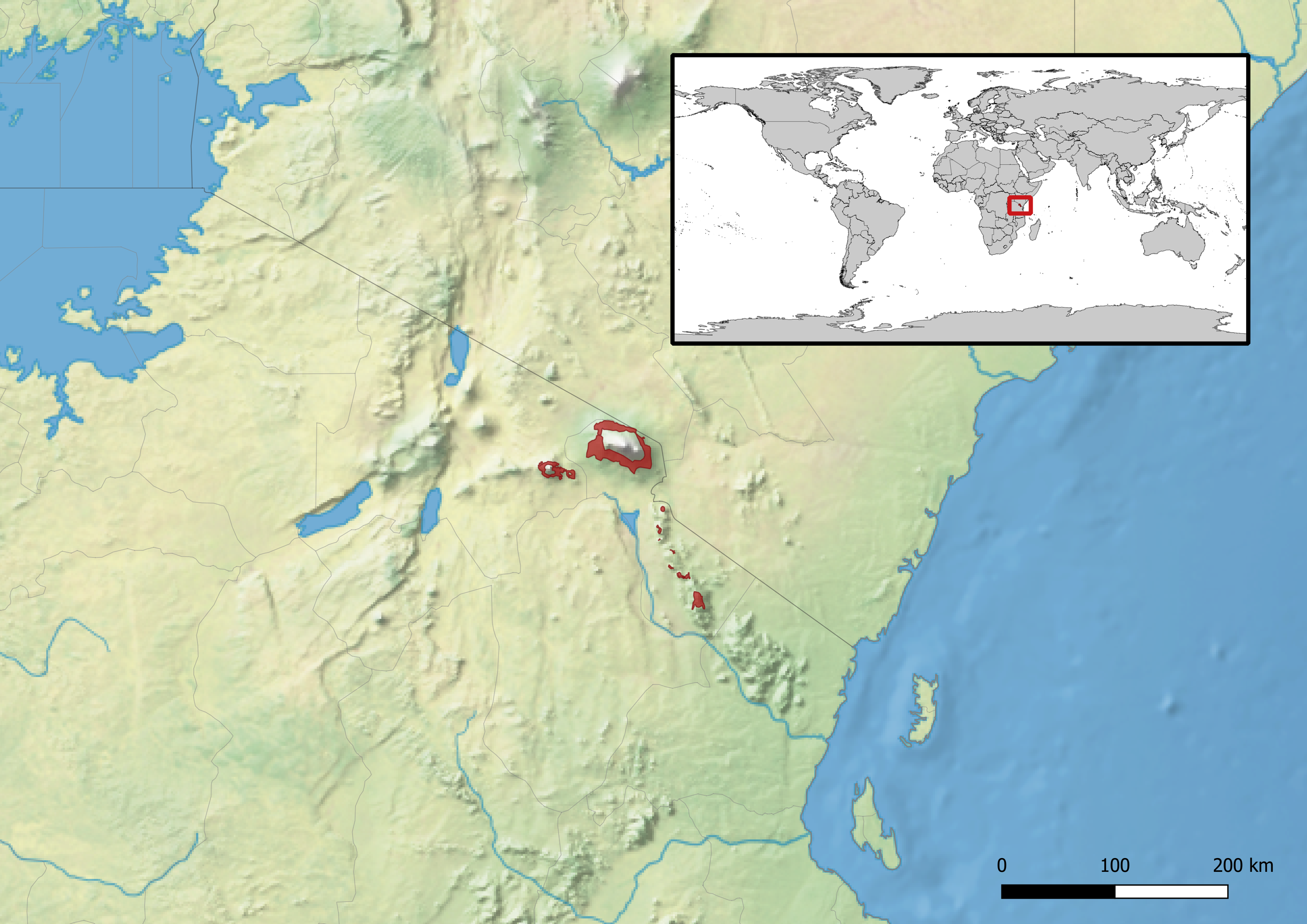
Verbreitungsgebiet (rot)

Kinyongia tavetana lebt endemisch in einigen ostafrikanischen Berggebieten in Höhen zwischen 800 und 2700 m (Mt. Kilimanjaro, Mt. Meru, North Pare Mts., Die Population in den kenianischen Taita Hills wird heute als selbständige Art "Kinyongia boehmei" akzeptiert und zählt demnach nicht mehr zu Kinyongia tavetana).
Erwachsene (adulte) Tiere finden sich hauptsächlich auf Bäumen und Büschen, während jüngerer Tiere im Gras oder auf kleineren Büschen zu finden sind.
Die durchschnittlichen Tagestemperaturen liegen im Verbreitungsgebiet bei ca. 22–24 °C und sinken nachts auf etwa 12–16 °C ab. Die relative Luftfeuchtigkeit beträgt ca. 80 Prozent am Morgen und kann im Tagesverlauf auch unter 50 Prozent absinken.

## Merkmale
Kinyongia tavetana weist einen ausgeprägten Sexualdimorphismus auf, der sich in den Hörnern, der Körpergröße, dem Rückenkamm, der Färbung und der verdickten Schwanzwurzel darstellt. 
Die Männchen tragen zwei deutlich erkennbare unechte Hörner, während diese bei den Weibchen nur schwach bis gar nicht ausgeprägt sind.

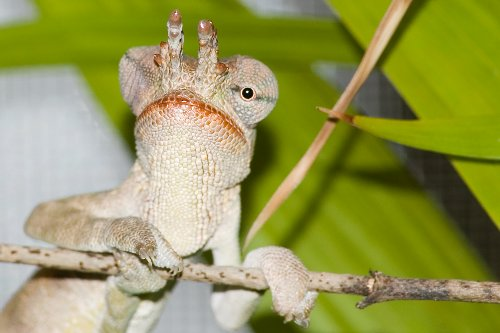
Zweihornchamäleon (Kinyongia tavetana),♂ Ansicht der zwei Hörner

Kinyongia tavetana ist eine kleine Chamäleonart. Die Männchen können eine Gesamtlänge von bis zu 20 cm erreichen, die Weibchen bleiben etwas kleiner.
Weiterhin ist der Rückenkamm bei den Männchen ausgeprägter als bei den Weibchen. Anhand des Rückenkamms kann man die beiden Unterarten K. t. tavetana und K. t. boehmei  unterscheiden. Erstere zeigt einen eher glatten Rücken, während bei K. t. boehmei deutliche Stachelschuppen zu erkennen sind.
Bei den Männchen können als Grundfarbe Braun, Grün, bis hin zu Grau auftreten. (Seiten-)Streifen und Bänder können grünlich, weißlich oder orange gefärbt sein. Die Weibchen zeigen weniger Musterung. Sie sind eher grünlich bis bräunlich gefärbt und können eine rote "Scheitelkappe" auf dem Kopf aufweisen. Wie die meisten Chamäleonarten kann Kinyongia tavetana seine Färbung in gewissen Grenzen verändern. Schlafende Tiere erscheinen weniger bunt gefärbt.